# James McNaughton Hester
Pour les articles homonymes, voir Hester.
James McNaughton Hester, est un éducateur américain, né le 19 avril 1924 à Chester (Pennsylvanie), et mort le 31 décembre 2014.  Il sortit diplômé de la Woodrow Wilson High School de Long Beach en 1942. Il étudia à l'université de Princeton, fut élu à la fraternité Phi Beta Kappa.
En 1957, il devint vice-président de la Long Island University puis le 11e président de l'université de New York en 1960. 